# Club de Rock de Leningrado

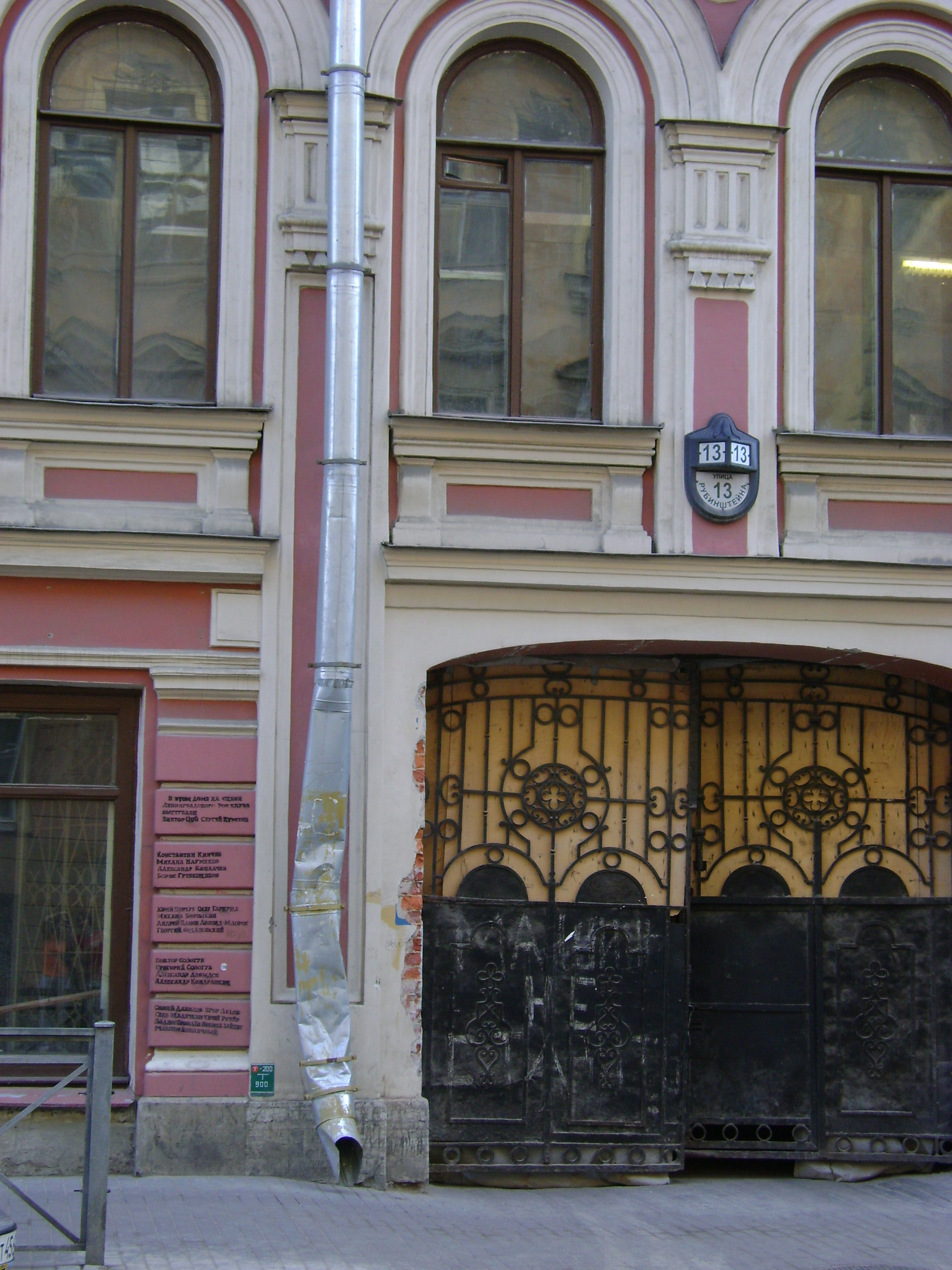
El edificio en 2009

El Club de Rock de Leningrado (en ruso: Ленинградский рок-клуб) fue un histórico local de música de los años 80 en Leningrado, situado en la calle Rubinstein, en el centro de la ciudad. Inaugurado en 1981 y supervisado por el Komsomol y el KGB, se convirtió en el primer local de música rock legal en Leningrado.
El ejemplo del Club de Rock de Leningrado inspiró en su día a entusiastas de varias ciudades e incluso pueblos del país a crear sus propios clubes de rock (los lugares más famosos fueron el Laboratorio de Rock de Moscú y el Club de Rock de Sverdlovsk).

## Historia
Leningrado fue un centro de la música rock en la Unión Soviética, quizás debido a su proximidad geográfica con Finlandia, que facilitaba el acceso a la música occidental. Los intentos de crear clubes de rock comenzaron ya en 1973, pero fueron en gran medida infructuosos.
El 7 de marzo de 1981, en la Casa Interunión de Creatividad Amateur de Leningrado (CICAL) se formó el Club de Rock de Leningrado. La asociación con los sindicatos propietarios de la CICAL permitió organizar conciertos legalmente y evitar la atención de los organismos encargados de hacer cumplir la ley. El Consejo Regional de Sindicatos asignó 15 mil rublos para el equipamiento. El club organizaba seminarios sobre estética rock, poesía rock y un estudio de ritmo.
Se pretendía organizarlo de manera similar a la Unión de Compositores Soviéticos y censuraba letras y emitía permisos para actuar en un esfuerzo por evitar que las bandas hicieran cosas que fueran demasiado controvertidas. Sin embargo, al proporcionar a los músicos un lugar para reunirse, tocar y discutir su música, el club proporcionó una cantidad de libertad creativa sin precedentes y ayudó a conducir a la revolución del rock ruso. Durante la mayor parte de su historia, el club tenía restricciones sobre qué bandas podían actuar en sus instalaciones y los grupos debían hacer una audición ante una comisión. La tarjeta de membresía número uno fue emitida al fan de los Beatles Kolya Vasin.

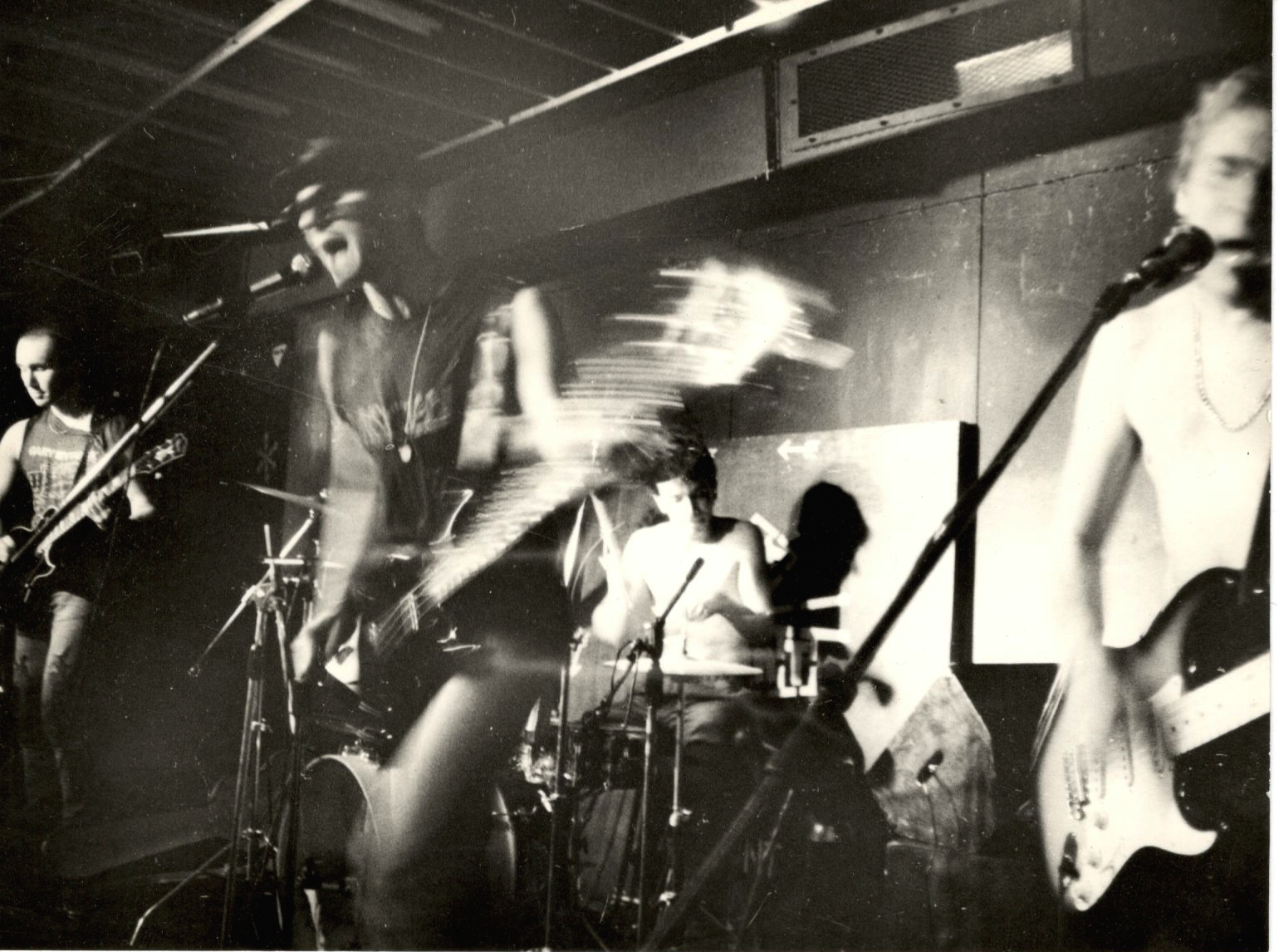
"Igry" actuando. Finales de los 80.

El Club de Rock se dedicaba a la actividad de conciertos y festivales. En los festivales, las bandas del Club de Rock, según una regla tácita, tenían que presentar un programa nuevo al público y al jurado. El primer festival del Club de Rock tuvo lugar en 1983 y desde entonces hasta el cierre del Club de Rock se celebró anualmente. Fue en esa época cuando el Club de Rock abrió sus puertas a grupos como "Kino", "Alisa", "Televizor", "Pop-Mechanics", etc. Alexander Zhitinsky era un invitado frecuente de los festivales, quien publicaba notas en la revista "Aurora".
El club estaba controlado por el KGB, el Partido Comunista y la Organización de la Juventud Comunista del Komsomol. Según Zhitinsky y Nikolai Mijailov (presidente permanente del CRL), los comisarios del KGB "no ejercían mucha presión" (uno de ellos incluso se casó con la comisaria del CICAL). Además, Georgy Gunitski señaló que "los rockeros resultaron ser un público completamente impredecible. El KGB siguió supervisando con desánimo el Club de Rock, pero esto sólo dio buenos indicadores para los informes". A mediados y finales de los años 80, el control administrativo sobre el CRL empezó a decaer y aquellos grupos que antes simplemente no podían ser admitidos allí debido a dudas ideológicas fueron aceptados en el club: "Avtomaticheskie udovletvoriteli", "Yugo-Zapad", etc.
En 1988, The Scorpions actuaron en el Club de Rock de Leningrado.
En 1989-1991, el Club de Rock logró realizar dos importantes promociones. En 1989, el CRL participó en el movimiento internacional "Next-stop Rock and Roll", cuyo objetivo era reunir a la juventud soviética y a la juventud de Dinamarca, Suecia, Noruega, Groenlandia e Islandia; se lanzó un álbum doble en vivo "Laika" con la participación de bandas soviéticas y danesas. En 1991 se celebró el festival del 10º aniversario del LRC.
El club cerró efectivamente en 1991.